# Ali Helvacı
Ali Helvaci (* 10. Januar 1991 in Denizli) ist ein türkischer Fußballspieler.

## Karriere

### Verein
Ali Helvaci begann seine Karriere 2004 in der Jugend von Denizlispor. Im Jahr 2006 wurde er mit 15 Jahren von der TFF als Profifußballer anerkannt und unterschrieb bei seinem Jugendverein einen Vertrag bis zum 31. Mai 2010. Er kam bei Denizlispor in der Turkcell Süper Lig dreimal zum Einsatz. In der Winterpause der Saison 2008/09 wurde Helvaci an Tarsus Idman Yurdu in die TFF 2. Lig ausgeliehen und in der Saison 2009/10 wurde er an Denizli Belediyespor in die TFF 2. Lig ausgeliehen. Dort absolvierte er 27 Spiele und schoss zwei Tore. Zur Saison 2010/11 kehrte er wieder zu Denizlispor zurück. Im Sommer 2012 wurde der Vertrag aufgelöst, seitdem gehört Helvaci keinem Verein an.

### Nationalmannschaft
Helvaci bestritt acht Einsätze für die türkische Nationalmannschaft der U-18, wo er einen Treffer erzielte, sowie ebenfalls acht Einsätze für die türkische Nationalmannschaft der U-19, wo er einen Treffer erzielte.

## Weblink
- Ali Helvacı in der Datenbank der Türkiye Futbol Federasyonu (englisch)

| Personendaten    | Personendaten             |
| ---------------- | ------------------------- |
| NAME             | Helvacı, Ali              |
| ALTERNATIVNAMEN  | Helvaci, Ali              |
| KURZBESCHREIBUNG | türkischer Fußballspieler |
| GEBURTSDATUM     | 10. Januar 1991           |
| GEBURTSORT       | Denizli, Türkei           |